# Tetracanthella gruiae
Tetracanthella gruiae is een springstaartensoort uit de familie van de Isotomidae. De wetenschappelijke naam van de soort is voor het eerst geldig gepubliceerd in 1979 door Rusek.